# Lijst van vlaggen van Comorese deelgebieden
Dit artikel bevat een lijst van vlaggen van Comorese deelgebieden. De Comoren is sinds 2001 een federatie bestaande uit drie deelstaten: Anjouan, Grande Comore en Mohéli. Daarnaast claimt het land zeggenschap over het Franse overzeese departement Mayotte.
| Kaart | Deelstaat     | Vlag | Artikel over de vlag   | Ratio | Ingebruikname |
| ----- | ------------- | ---- | ---------------------- | ----- | ------------- |
|       | Anjouan       |      | Vlag van Anjouan       | 2:3   | 2012          |
|       | Grande Comore |      | Vlag van Grande Comore | 2:3   | 2002          |
|       | Mohéli        |      | Vlag van Mohéli        | 2:3   | 2003          |

Albanië · Andorra · Argentinië · Australië · Bahrein · België · Bolivia · Bosnië en Herzegovina · Brazilië · Bulgarije · Canada · Chili · China · Colombia · Comoren · Costa Rica · Denemarken · Dominicaanse Republiek · Duitsland · Ecuador · Egypte · El Salvador · Estland · Ethiopië · Filipijnen · Finland · Frankrijk · Gabon · Georgië · Ghana · Griekenland · Guatemala · Guyana · Honduras · Hongarije · Ierland · India · Indonesië · Irak · Italië · Japan · Kazachstan · Kenia · Kirgizië · Koeweit · Kroatië · Liberia · Litouwen · Maleisië · Marshalleilanden · Mexico · Micronesië · Moldavië · Mongolië · Myanmar · Nederland · Nicaragua · Nieuw-Zeeland · Nigeria · Noorwegen · Oeganda · Oekraïne · Oostenrijk · Pakistan · Palau · Panama · Papoea-Nieuw-Guinea · Paraguay · Peru · Polen · Portugal · Roemenië · Rusland · Salomonseilanden · Sao Tomé en Principe · Servië · Slowakije · Soedan · Somalië · Spanje · Sri Lanka · Suriname · Tanzania · Thailand · Tsjechië · Uruguay · Vanuatu · Venezuela · Verenigd Koninkrijk · Verenigde Arabische Emiraten · Verenigde Staten · Wit-Rusland · Zuid-Afrika · Zuid-Korea · Zuid-Soedan · Zweden · Zwitserland
Historisch: Joegoslavië · Oostenrijk-Hongarije · Sovjet-Unie
Zie ook: Vlaggenlijsten per land · Vlaggen van afhankelijke gebieden · Vlaggen van gemeenten (per land)